# Altes Badhaus (Eberbach)

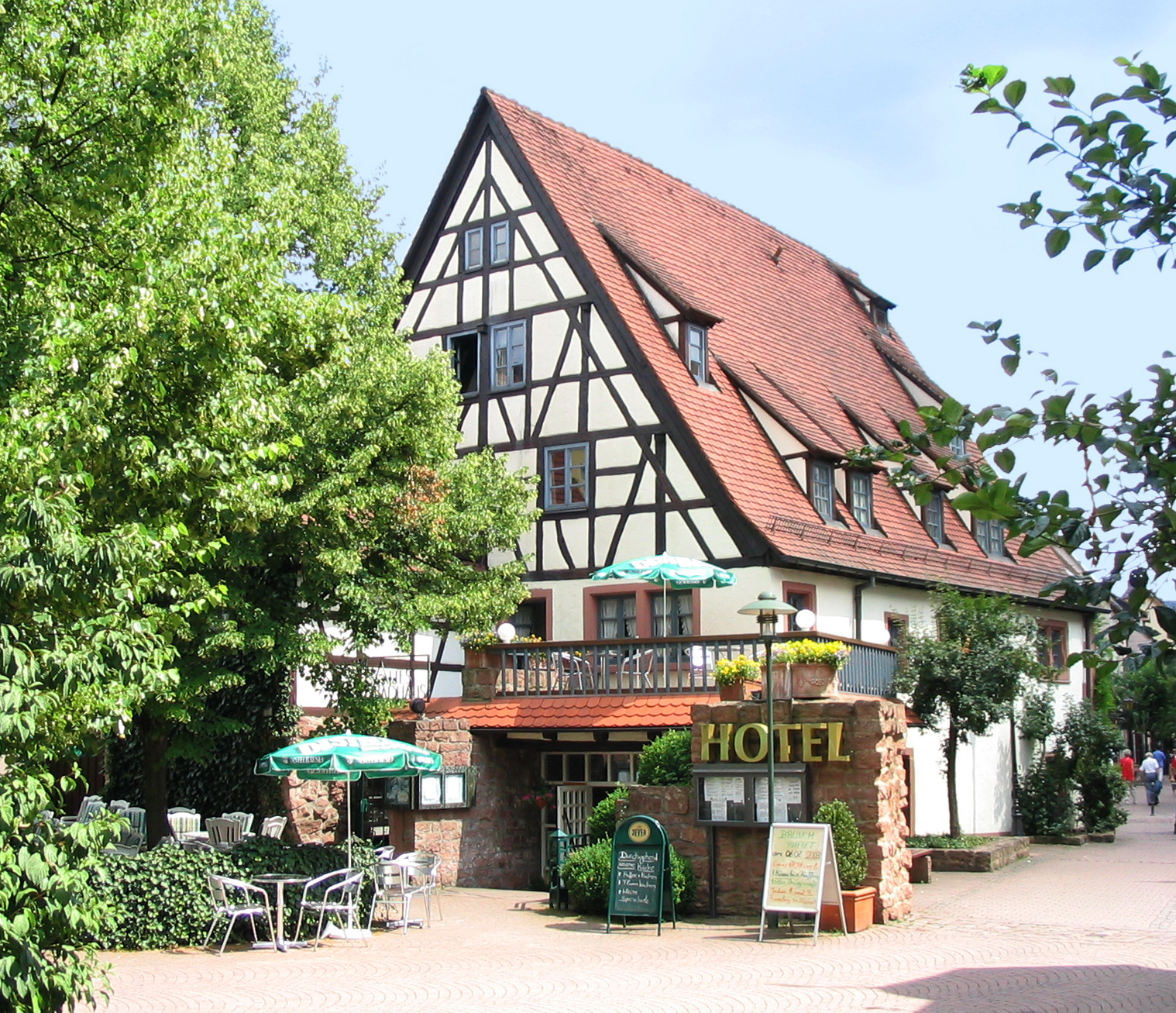
Das Alte Badhaus in Eberbach (Foto von 2003)

Das Alte Badhaus in Eberbach im Rhein-Neckar-Kreis in Baden-Württemberg geht auf das spätmittelalterliche Badehaus der Stadt zurück, in dem bis 1708 noch ein Bader den Badebetrieb aufrechterhielt. In dem denkmalgeschützten Fachwerkhaus, das im Untergeschoss ein dreischiffiges Kreuzgratgewölbe aufweist und schon von zahlreichen Hochwassern des Neckars heimgesucht wurde, befindet sich heute ein Gastronomiebetrieb.

## Geschichte

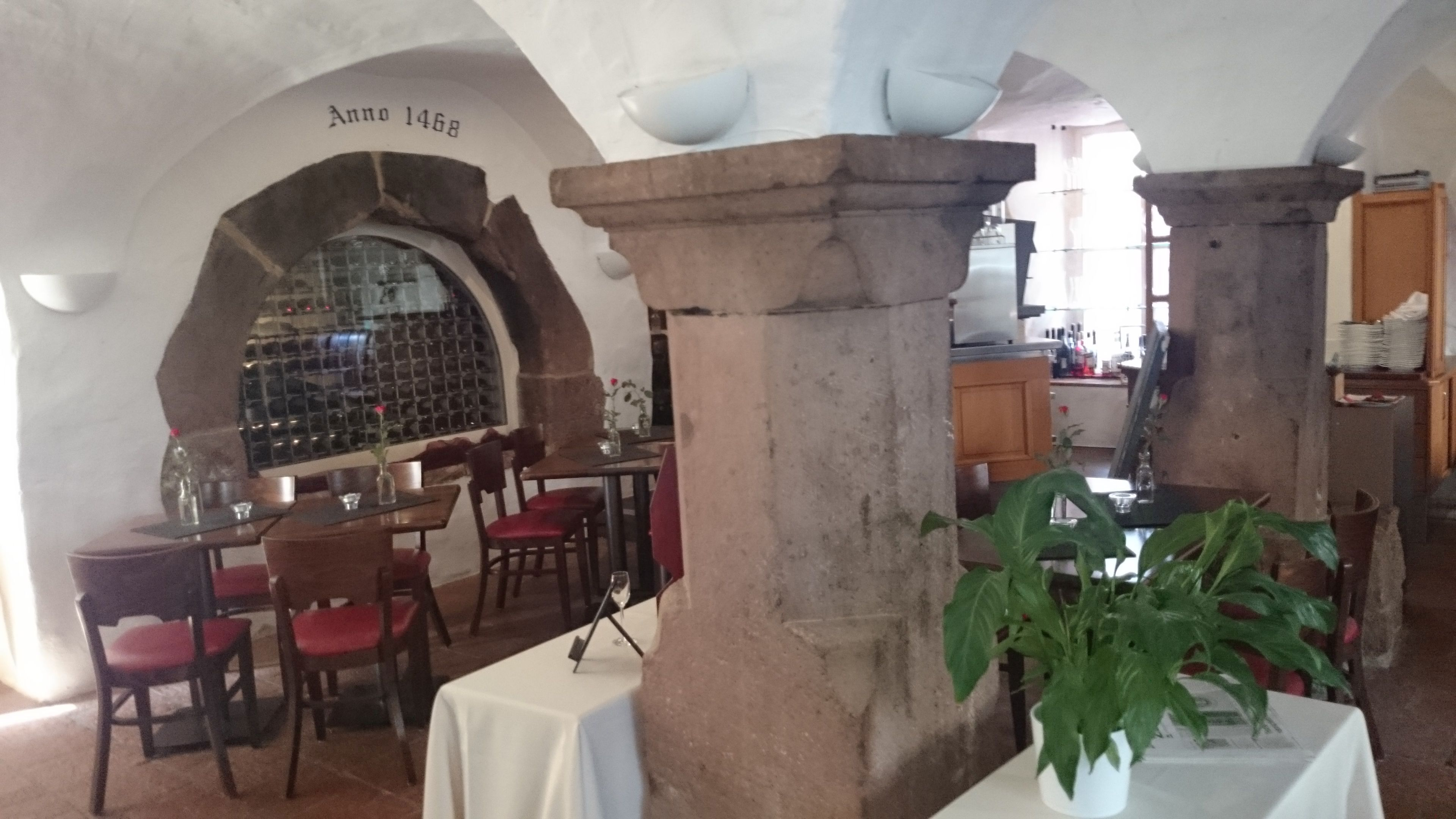
Badgewölbe, heute Gastraum

Vermutlich befand sich bereits im frühen 14. Jahrhundert an der Stelle des jetzigen Gebäudes ein Badhaus. Nach dem Stadtbrand von 1340 wurde das Badhaus erneuert. Aus jener Zeit stammen die ältesten Bauteile des Gebäudes, die Buckel-Eckquader in der Badstube. Aus der Zeit der Gotik stammt ein dreischiffiges Kreuzgratgewölbe im Untergeschoss. In den Baumeisterrechnungen der Stadt Eberbach wird das Badhaus 1468 erstmals erwähnt, als an den beiden massiven Hauptgeschossen umfangreiche Umbauten vorgenommen wurden. Ein Bader ist 1480 urkundlich belegt und hatte auch seine Wohnung im Badhaus.
Nachdem das Gebäude 1525 instand gesetzt worden war, trug es beim Jahrhunderthochwasser des Neckars 1529 bereits wieder größere Schäden davon. 1598 wurde erstmals eine an den Badebetrieb angeschlossene Küche erwähnt. 1607 wurde das Haus erneut umfangreich saniert, weswegen der Bader drei Monate lang ausquartiert war. Im Dreißigjährigen Krieg kam der Badebetrieb von 1631 bis 1634 zum Erliegen. Bereits 1636 führte man umfangreiche Reparaturen am Gebäude aus.
Ab 1651 war Mathes Mäurer Bader und Wundarzt, der 1656 auch Wirt des Gasthauses Löwen war. Das Gebäude war bereits 1659 wieder so baufällig, dass der Badebetrieb erneut ruhen musste. Ab 1670 erfuhr das Badwesen in Eberbach einen raschen Niedergang. 1683/84 stellte das Oberamt Mosbach einen Arzt ein, der auch für Eberbach zuständig war. Umgehend beklagte Bader Mäurer im Jahr 1684, dass er sich „säuerlich, mit anhandnehmung allerhand anderer handarbeit“ ernähren müsse.
Als es 1708 zu Auseinandersetzungen bei der Kirchenteilung in der Kurpfalz kam, wurde dem reformierten Lehrer des Ortes eine Wohnung im Badhaus zugewiesen, gleichzeitig endete die Nutzung als Badhaus. 1711 wurde das Gebäude an den katholischen Lehrer Hess verkauft und nachfolgend zu Wohnzwecken genutzt. Im Jahr 1784 kam es erneut zu Schäden durch Hochwasser, wovon noch heute eine Hochwassermarke kündet. 1834 lebten 23 Personen im Alten Badhaus, das um jene Zeit um zwei auf der Stadtmauer ruhende Anbauten zum Lindenplatz hin erweitert wurde. 1864 hat man das Gebäude aufgestockt.
1952 empfahl das Bezirksbauamt in Heidelberg den Abriss des Hauses, der jedoch nicht durchgeführt wurde. Im Gewölbe war damals eine Bügel- und Heißmangelstube eingerichtet, später diente das Gewölbe als Lagerraum für den Wochenmarkt auf dem Lindenplatz.
1976 kam das Gebäude nach zersplitterten Besitzverhältnissen vollständig in den Besitz der Stadt Eberbach. Im Folgejahr führte das Landesdenkmalamt Grabungen in der Badstube durch, anschließend wurde das Gebäude umfassend renoviert. Private Besitzer eröffneten 1979 das Hotelrestaurant Altes Badhaus in dem Gebäude, das danach zwei weitere Besitzerwechsel und eine nochmalige Totalrenovierung durchlief, bevor am 10. November 1987 wieder ein Hotel- und Gaststättenbetrieb seine Tore öffnete. Im Folgejahr wurde ein Gästehaus angebaut, nach der Umgestaltung des Lindenplatzes 1989 kam noch eine Freiterrasse dazu. Ein erneutes Neckarhochwasser im Februar 1990 zog eine weitere Renovierung des Gebäudes nach sich.